# Dom får aldrig mig
Dom får aldrig mig är en svensk dokumentärfilm från 2006. Filmen regisserades och producerades av Erik Kolthoff och Staffan Danielsson och hade biopremiär 19 maj 2006.

## Om filmen
Filmades mellan 2003 och 2004 av frilansarna Erik Kolthoff och Staffan Danielsson och berättar historien om gruppen Asta Kask samt ger en bild av hur det var att vara punkare i Sverige i början av 80-talet. Biopremiär den 19 maj 2006 på Hagabion i Göteborg. Utgiven på DVD av Burning Heart Records den 15 november 2006 tillsammans med Asta Kasks skiva Playmates 7805.
Titeln på dokumentärfilmen är även en av Asta Kask låtar från singeln Än finns det hopp.